# Čerenčany
Čerenčany és un poble i municipi d'Eslovàquia. Es troba a la regió de Banská Bystrica.

## Història
La primera menció escrita de la vila es remunta al 1334.

## Demografia
| Godina             | 1994 | 2004   | 2014    | 2024   |
| ------------------ | ---- | ------ | ------- | ------ |
| Nombre de persones | 454  | 486    | 555     | 532    |
| Diferència         |      | +7,04% | +14,19% | −4,14% |

| Godina             | 2023 | 2024   |
| ------------------ | ---- | ------ |
| Nombre de persones | 537  | 532    |
| Diferència         |      | −0,93% |